# Denis Goldberg

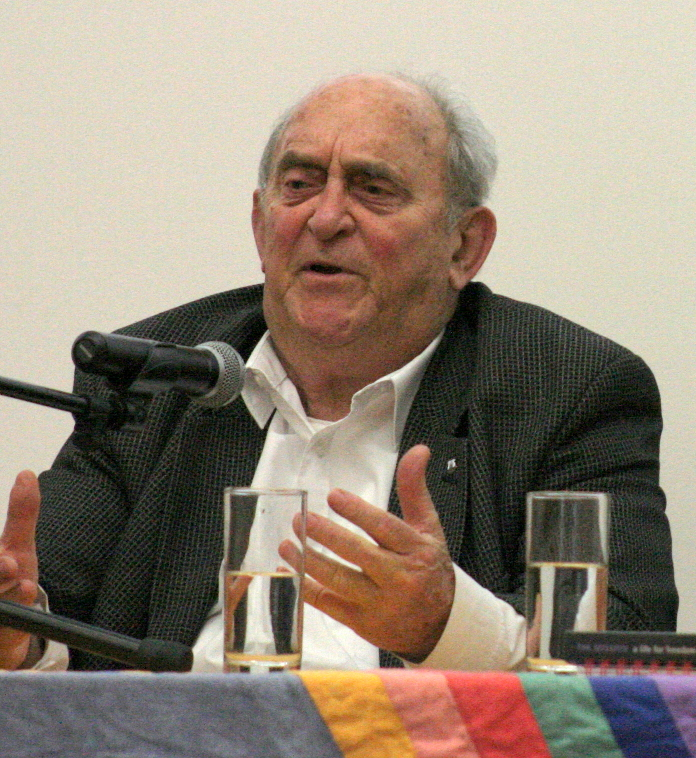
Denis Goldberg (2013)

Denis Theodore Goldberg (geboren am 11. April 1933 in Kapstadt; gestorben am 29. April 2020 in Hout Bay) war ein südafrikanischer Bürgerrechtler, der sich gegen die Apartheid einsetzte und als Angeklagter im Rivonia-Prozess zunehmend Bekanntheit erlangte.

## Leben
Denis Goldbergs Großeltern kamen aus Litauen, wo sie vor den Pogromen des Russischen Kaiserreichs fliehen mussten. Seine Eltern, Sam und Annie Goldberg, waren selbst Kinder jüdischer Vorfahren aus Litauen und wurden später Kommunisten und so in London politisch aktiv. Sie wanderten von London nach Südafrika aus. Der Vater betätigte sich dort als Transportunternehmer und erzielte sein Einkommen mit dem Versand von Ausrüstungen an die Alliierten des Zweiten Weltkriegs. Goldberg wuchs in Kapstadt auf, machte sein Matric an der Observatory Boys School und schloss dort später ein Studium als Bauingenieur ab. Als Mitglied der Kommunistischen Partei Südafrikas (SACP), die vom Apartheidregime unterdrückt wurde, war er Mitbegründer des South African Congress of Democrats, einer Organisation aus überwiegend weißen linksdemokratisch orientierten Mitgliedern. Für sein Mitwirken wurde Goldberg im Jahre 1960 ohne Prozess für vier Monate inhaftiert.
Als Umkhonto we Sizwe, der bewaffnete Flügel des ANC, nach dem Massaker von Sharpeville 1961 gegründet wurde, trat Goldberg ihm als technischer Offizier bei und war zuständig für den Bau von Sprengsätzen. 1963 wurde er im provisorischen Hauptquartier des Umkhonto we Sizwe, einer Farm in Rivonia bei Johannesburg, verhaftet und im gleichnamigen Prozess wegen Hochverrats und Sabotage angeklagt und zu viermal lebenslanger Haftstrafe verurteilt.
Goldberg kam, anders als die schwarzen Mitangeklagten wie Nelson Mandela und Walter Sisulu, nicht auf der berüchtigten Gefängnisinsel Robben Island in Haft. Er wurde in Pretoria in ein Gefängnis für Weiße inhaftiert. Dort schloss er drei Fernstudiengänge ab und lernte autodidaktisch Deutsch, seine Entlassung 1985 nach 22 Jahren unterbrach ein Jurastudium.
Nach der durch seine Tochter von Israel aus betriebenen Entlassung flog Goldberg von Johannesburg zunächst dahin, wo er auf dem Rollfeld des Flughafens Ben Gurion bei Jerusalem mit seiner Familie zusammentraf. Später reiste er nach London ins Exil, wo seine Familie schon viele Jahre lebte. Dort arbeitete er bis 1994 in der Londoner Zweigstelle des ANC, dessen Vertretung bei den Vereinten Nationen er ebenfalls übernahm.
Goldberg kehrte 2002 nach Südafrika zurück und arbeitete mehrere Jahre als Sonderberater des damaligen Ministers für Wasser- und Forstwirtschaft Ronnie Kasrils. Er erhielt 2009 den Order of Luthuli in Silber und für sein Wirken für die Völkerverständigung am 3. Juni 2011 durch den deutschen Botschafter Dieter W. Haller in Kapstadt das Bundesverdienstkreuz. Die Entwicklung der Machtelite des ANC unter Südafrikas Präsident Jacob Zuma beobachtete er sehr kritisch und verglich sie mit der Gier burischer Funktionäre nach 1948. Das waren nicht die Ideale, wofür er sich und sein Leben eingesetzt hatte. Seine antizionistische Grundhaltung veranlasste ihn, auf Distanz zur israelischen Siedlungspolitik zu gehen, da er sie als vergleichbar mit der Apartheidpolitik in Südafrika einschätzte und die Behandlung der Palästinenser zeitlebens als inakzeptabel empfand. Er kritisierte zudem öffentlich die vor 1990 bestehende militärische Zusammenarbeit Südafrikas mit Israel, wobei er sich auch auf die Aussagen eines mit ihm inhaftierten Marineoffiziers aus der Basis in Simon’s Town stützte.
Goldberg wohnte zuletzt in Hout Bay. Am 29. April 2020 starb er an Lungenkrebs.

## Familie
Am 9. April 1954 heirateten Esme Bodenstein (1929–2000) und Denis Goldberg. Aus der Ehe gingen zwei Kinder hervor, Hilary und David. Seine Ehefrau arbeitete als Physiotherapeutin und war in ähnlicher Weise wie er politisch aktiv. Wegen ihrer Erlebnisse in 38 Tagen Einzelhaft (90-Tage-Gesetz) durch die Sicherheitspolizei und der sich dabei abzeichnenden bedrohlichen Behandlung der beiden Kinder durch das Apartheidregime wanderte sie 1963 mit ihnen nach Großbritannien aus, wohin ihr Ehemann nach seiner Freilassung im Jahr 1985 folgte. Die Tochter lebte um 1985 in einem Kibbuz in Israel. Um die Freilassung ihres Vaters zu erlangen, gründete sie dort ein Aktionskomitee. Mit Unterstützung von israelischen Aktivisten und ANC-Vertretern übte sie Druck auf die südafrikanische Regierung unter Staatspräsident Pieter Willem Botha aus und erlangte schließlich auf Basis einer Absprache mit der Regierung die Haftentlassung ihres Vaters.

## Auszeichnungen
- 2009: Order of Luthuli in Silber
- 2011: Bundesverdienstkreuz 1. Klasse
- 2016: Freedom of the City von London[9]

## Veröffentlichungen (Auswahl)
- mit Birgit Morgenrath (Übersetzung): Der Auftrag. Ein Leben für die Freiheit in Südafrika. Assoziation A, Berlin 2014, ISBN 978-3-86241-603-5 (Rezension).Online-Version
- Was für ein großartiges Leben. Hommage an Nelson Mandela, in: Focus, Juli 2013.

## Dokumentarfilme
- Comrade Goldberg – Terrorist? Freiheitskämpfer! von Peter Heller, 2010[11]